# Agustín Arigón
Agustín Arigón, vollständiger Name Agustín Arigón Bassine, (* 23. Mai 1991 in San Carlos) ist ein uruguayischer Fußballspieler.

## Karriere
Der 1,69 Meter große Mittelfeldakteur Arigón steht mindestens seit der Saison 2013/14 in Reihen des in der osturuguayischen Stadt Rocha beheimateten Rocha FC. Dort absolvierte er in jener Zweitligaspielzeit 27 Ligaspiele und schoss ein Tor. In der Saison 2014/15 wurde er 27-mal in der Segunda División eingesetzt und erzielte einen Treffer. Ende Juli 2015 wechselte er nach Guatemala zu Deportivo Guastatoya. Für den Verein aus der guatemaltekischen Stadt Guastatoya bestritt er bislang (Stand: 12. August 2017) 22 Erstligaspiele (kein Tor).